# Europapokal der Landesmeister 1960/61
Der Europapokal der Landesmeister 1960/61 war die 6. Auflage des Wettbewerbs. 28 Klubmannschaften nahmen teil, darunter 27 Landesmeister der vorangegangenen Saison und mit Real Madrid der Titelverteidiger. Allerdings traten letztlich nur 26 gemeldete Vereine an, zwei verzichteten vor Austragung der Vorrunde.
Die Teilnehmer spielten im reinen Pokalmodus mit (bis auf das Finale) Hin- und Rückspielen um die Krone des europäischen Vereinsfußballs. Bei Torgleichstand kam es, unabhängig von der Zahl der auswärts erzielten Tore, zu einem Entscheidungsspiel auf neutralem Platz.
In der 1. Runde eliminierten sich die Mannschaften aus dem deutschsprachigen Raum gegenseitig; die dabei siegreichen Teams von Rapid Wien und dem Hamburger SV drangen anschließend bis ins Halbfinale vor. Dort kam es in Wien zum Eklat, als wütende Zuschauer im Rückspiel gegen den späteren Cupgewinner auf den Rasen des Praterstadions stürmten und ein Polizeieinsatz erforderlich wurde, um den Schiedsrichter und die Gästespieler zu schützen; die Begegnung wurde anschließend gar nicht mehr angepfiffen. Im Volksparkstadion fehlten den Hamburgern nur wenige Sekunden, dann wäre nach 1960 erneut ein westdeutscher Klub ins Endspiel vorgedrungen – hätte nicht Sándor Kocsis (CF Barcelona) vor über 70.000 Zuschauern in der letzten Spielminute noch den Anschlusstreffer zum 1:2 erzielt und damit ein Entscheidungsspiel erzwungen.
Das Finale fand dann ohne deutsche Beteiligung am 30. Mai 1961 im Stadion Wankdorf von Bern vor knapp 27.000 Zuschauern statt. Es sah zum ersten Mal einen anderen Pokalgewinner als Real Madrid. Torschützenkönig wurde José Águas von Benfica Lissabon mit elf Treffern.

## Vorrunde
Ein Freilos erhielten:
- Panathinaikos Athen
- Real Madrid
- Hamburger SV
- FC Burnley

Die Hinspiele fanden vom 31. August bis zum 29. September, die Rückspiele vom 7. September bis zum 12. Oktober 1960 statt.
|                     | Gesamt |                           | Hinspiel | Rückspiel |
| ------------------- | ------ | ------------------------- | -------- | --------- |
| Fredrikstad FK      | 4:3    | Ajax Amsterdam            | 4:3      | 0:0       |
| Limerick FC         | 2:9    | BSC Young Boys            | 0:5      | 2:4       |
| CCA Bukarest        | 1      | TJ Spartak Hradec Králové |          |           |
| Glenavon FC         | 2      | SC Wismut Karl-Marx-Stadt |          |           |
| Helsingfors IFK     | 2:5    | IFK Malmö                 | 1:3      | 1:2       |
| Stade Reims         | 11:10  | Jeunesse Esch             | 6:1      | 5:0       |
| SK Rapid Wien       | 4:1    | Beşiktaş Istanbul         | 4:0      | 0:1       |
| Aarhus GF           | 3:1    | Legia Warschau            | 3:0      | 0:1       |
| Juventus Turin      | 3:4    | CDNA Sofia                | 2:0      | 1:4       |
| CF Barcelona        | 5:0    | Lierse SK                 | 2:0      | 3:0       |
| Roter Stern Belgrad | 1:5    | Újpesti Dózsa SC          | 1:2      | 0:3       |
| Heart of Midlothian | 1:5    | Benfica Lissabon          | 1:2      | 0:3       |

## 1. Runde
Die Hinspiele fanden vom 19. Oktober bis zum 16. November, die Rückspiele vom 26. Oktober bis zum 7. Dezember 1960 statt.
|                           | Gesamt |                           | Hinspiel | Rückspiel |
| ------------------------- | ------ | ------------------------- | -------- | --------- |
| Aarhus GF                 | 4:0    | Fredrikstad FK            | 3:0      | 1:0       |
| IFK Malmö                 | 2:1    | CDNA Sofia                | 1:0      | 1:1       |
| BSC Young Boys            | 3:8    | Hamburger SV              | 0:5      | 3:3       |
| TJ Spartak Hradec Králové | 1:0    | Panathinaikos Athen       | 1:0      | 0:0       |
| Benfica Lissabon          | 7:4    | Újpesti Dózsa SC          | 6:2      | 1:2       |
| SK Rapid Wien             | 3:3    | SC Wismut Karl-Marx-Stadt | 3:1      | 0:2       |
| Real Madrid               | 3:4    | CF Barcelona              | 2:2      | 1:2       |
| FC Burnley                | 4:3    | Stade Reims               | 2:0      | 12:3 1    |

### Entscheidungsspiel
Das Spiel fand am 21. Dezember 1960 statt.
|               | Ergebnis |                           |
| ------------- | -------- | ------------------------- |
| SK Rapid Wien | 1:0      | SC Wismut Karl-Marx-Stadt |

## Viertelfinale
Die Hinspiele fanden vom 18. Januar bis zum 22. März, die Rückspiele vom 15. März bis zum 3. April 1961 statt.
|                  | Gesamt |                           | Hinspiel | Rückspiel |
| ---------------- | ------ | ------------------------- | -------- | --------- |
| FC Burnley       | 4:5    | Hamburger SV              | 3:1      | 1:4       |
| SK Rapid Wien    | 4:0    | IFK Malmö                 | 2:0      | 2:0       |
| CF Barcelona     | 5:1    | TJ Spartak Hradec Králové | 4:0      | 1:1       |
| Benfica Lissabon | 7:2    | Aarhus GF                 | 3:1      | 4:1       |

## Halbfinale
Die Hinspiele fanden am 12./26. April, die Rückspiele am 26. April/4. Mai 1961 statt.

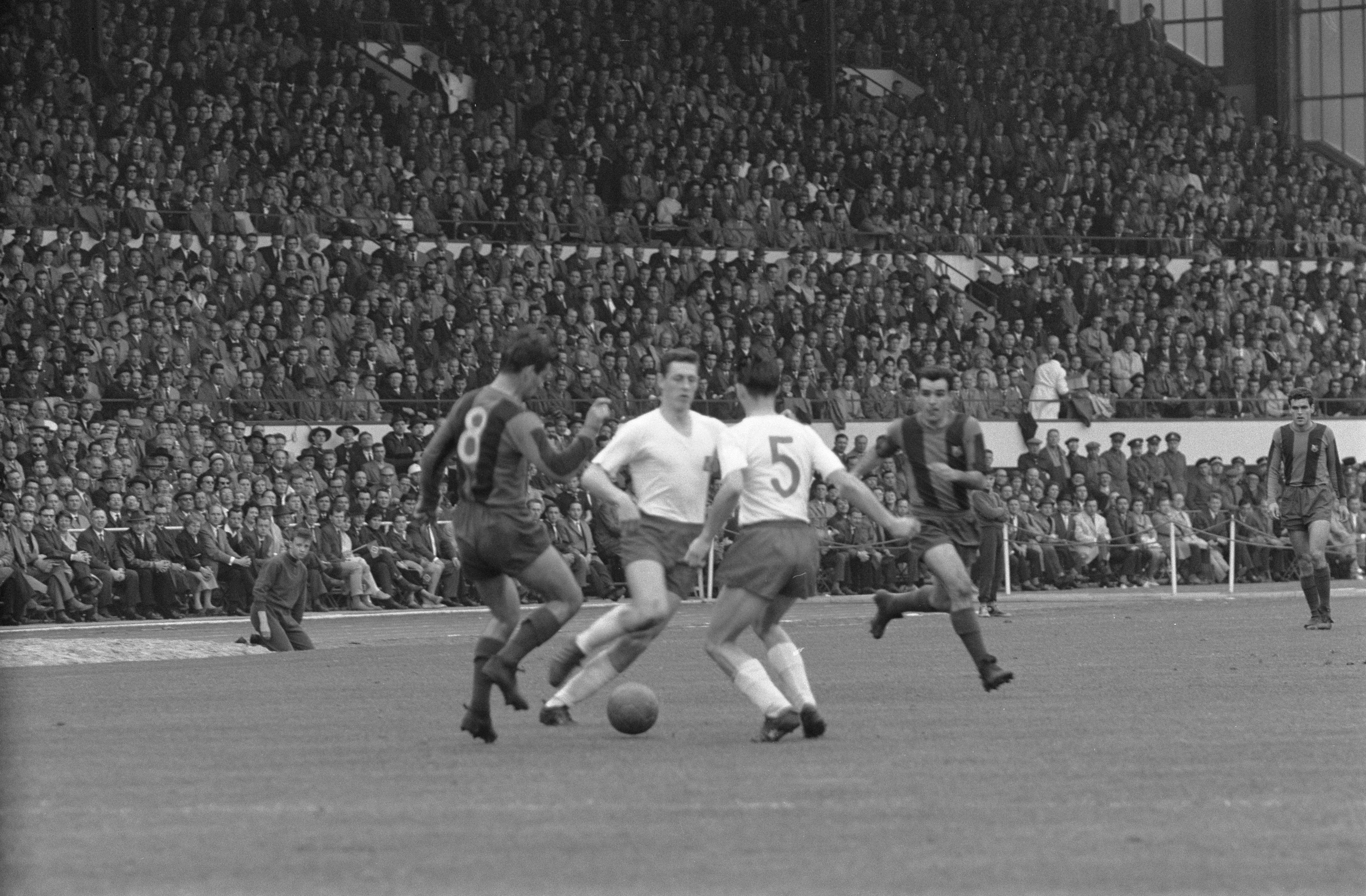
Spielszene aus dem Entscheidungsspiel am 3. Mai 1961

|                  | Gesamt |               | Hinspiel | Rückspiel |
| ---------------- | ------ | ------------- | -------- | --------- |
| CF Barcelona     | 2:2    | Hamburger SV  | 1:0      | 1:2       |
| Benfica Lissabon | 4:1    | SK Rapid Wien | 3:0      | 11:1 1    |

### Entscheidungsspiel
Das Spiel fand am 3. Mai 1961 im Brüsseler Heysel-Stadion statt.
|              | Ergebnis |              |
| ------------ | -------- | ------------ |
| CF Barcelona | 1:0      | Hamburger SV |

## Finale
| Benfica Lissabon                            | Benfica Lissabon | CF Barcelona | CF Barcelona |
| ------------------------------------------- | --- | --- | ------------ |
| Benfica Lissabon                            | \| Finale \| \| 31. Mai 1961 in Bern (Stadion Wankdorf) \| \| Ergebnis: 3:2 (2:1) \| \| Zuschauer: 26.732 \| \| Schiedsrichter: Gottfried Dienst ( Schweiz) \|                                                | \| Finale \| \| 31. Mai 1961 in Bern (Stadion Wankdorf) \| \| Ergebnis: 3:2 (2:1) \| \| Zuschauer: 26.732 \| \| Schiedsrichter: Gottfried Dienst ( Schweiz) \|                           | CF Barcelona |
| Benfica Lissabon                            | Costa Pereira – Mário João, Germano de Figueiredo, Ângelo Martins – José Neto, Fernando Cruz – José Augusto, Joaquim Santana, José Águas , Mário Coluna, Domiciano Cavém Cheftrainer: Béla Guttmann ( Ungarn) | Antoni Ramallets – Foncho, Jesús Garay, Sígfrid Gràcia – Martín Vergés, Enric Gensana – László Kubala, Luis Suárez, Evaristo, Sándor Kocsis, Zoltán Czibor Cheftrainer: Enrique Orizaola | CF Barcelona |
| Benfica Lissabon                            | 1:1 José Águas (30.) 2:1 Antoni Ramallets (32., Eigentor) 3:1 Mário Coluna (55.) | 0:1 Sandor Kocsis (20.) 3:2 Zoltan Czibor (75.) | CF Barcelona |
| Finale                                      | | |              |
| 31. Mai 1961 in Bern (Stadion Wankdorf)     | | |              |
| Ergebnis: 3:2 (2:1)                         | | |              |
| Zuschauer: 26.732                           | | |              |
| Schiedsrichter: Gottfried Dienst ( Schweiz) | | |              |

## Beste Torschützen
| Rang | Spieler            | Klub             | Tore |
| ---- | ------------------ | ---------------- | ---- |
| 1    | José Águas         | Benfica Lissabon | 11   |
| 2    | José Augusto       | Benfica Lissabon | 6    |
|      | Evaristo de Macedo | CF Barcelona     | 6    |
| 4    | Uwe Seeler         | Hamburger SV     | 5    |
| 5    | Klaus Stürmer      | Hamburger SV     | 4    |
|      | Luis Suárez        | CF Barcelona     | 4    |
|      | Joaquim Santana    | Benfica Lissabon | 4    |